# Тризония
«Тризо́ния» (от англ. three — «три» и zone — «зона») — часть Германии, оккупированная в 1948—1949 годах войсками США, Великобритании и Франции после Второй мировой войны (1939—1945).

## Описание
Тризония была создана 3 июня 1948 года в результате объединения французской зоны оккупации Германии с Бизонией, ранее (со 2 декабря 1946 года) объединившей американскую и британскую зоны оккупации Германии.
После того как США и Великобритания начали создавать демократические органы власти в своей объединённой зоне оккупации (так называемой Бизонии), Франция начала получать меньше угля из Рурского бассейна, который находился на территории Бизонии, так как французы не имели права голоса при распределении поставок. Понимая недовольство Франции, США и Великобритания предложили создать для управления Руром международный контрольный орган с участием Франции, но без Советского Союза. Взамен Париж должен был согласиться на присоединение своей оккупационной зоны к Бизонии.
После нескольких раундов секретных встреч представителей США, Великобритании, Франции и стран Бенилюкса по согласованию позиций по германскому вопросу, 1 июня 1948 года были подписаны соглашения, по которым создавался Международный контрольный орган по Руру. Стороны соглашались с участием Германии в «плане Маршалла» и её вступлением в Организацию европейского экономического сотрудничества. Страны договаривались способствовать интеграции французского сектора оккупации с Бизонией (официально их слияние в Тризонию состоялось в июле 1948 года). Для решения текущих вопросов управления западными секторами Германии был сформирован Союзный совет военной безопасности. В знак протеста против создания Тризонии СССР вышел из состава Союзнического контрольного совета, и тот прекратил существование.
20 июня 1948 года на территории Западной Германии союзники начали проведение денежной реформы. Так американо-английская Бизония превратилась в Тризонию, из которой 7 сентября 1949 года образовалась Федеративная Республика Германия (ФРГ).
Месяцем позже, 7 октября 1949 года, из советской зоны оккупации Германии образовалось другое государство — Германская Демократическая Республика (ГДР). А Западный Берлин стал «особой зоной ООН, регулируемой СССР, Францией, США и Великобританией». Так продолжалось до 1990 года, когда ФРГ, ГДР и Западный Берлин объединились в единую Германию.